# Henry Cooke
Henry Cooke (1616 – 13 luglio 1672) è stato un compositore, attore teatrale e cantore britannico.
Gentiluomo della Cappella Reale, allo scoppio della Guerra Civile si unì alla causa dei Realisti, al cui servizio fu promosso al rango di capitano. Con la restaurazione di Carlo II, egli prese il posto di Maestro dei fanciulli della Cappella Reale e fu responsabile per la riorganizzazione di questa, nonché dell'introduzione della musica strumentale. I coristi sotto la sua guida includevano il suo successore e genero Pelham Humphreys, oltre a Henry Purcell e John Blow.